# Золотолистник золотистий
Золотолистник золотистий (Homalothecium aureum) — вид мохів порядку гіпнобрієвих (Hypnales).

## Поширення
Ареал охоплює такі частини світу: Європа, Північна Африка, Північна Америка, Азія.
Населяє скелі, кам'янистий ґрунт, відкриті та помірно затінені місця; на висотах від 0 до 2100 метрів.

## Характеристика
Рослини середнього розміру, в нещільних або щільних покривах, від жовто-зелених до золотисто-коричневих. Стебла до 10 см, правильно перисті, гілки 4–6 мм, ± вигнуті. Стеблові листки від прямовисних до дещо розпростертих, широко-яйцювато-трикутні, 1.3–2(2.4) × 0.5–0.9 мм; краї загнуті назад, від зубчастих до майже цілих майже по всьому; верхівка поступово звужена майже від основи, загострена. Гілкові листки в сухому стані притиснуті, у вологому — розпростерті, довгасто-ланцетні чи зрідка яйцювато-ланцетні, 1.2–1.6 × 0.5–0.6 мм; краї рівні або вузько загнуті майже на всьому протязі, цілі проксимально і зубчасті дистально або майже на всьому протязі; верхівка загострена. Вид дводомний. Коробочкові ніжки 0.7–1.5 см, шорсткі. Коробочка прямовисна, циліндрична, іноді злегка зігнута, 2–2.5 мм. Спори 14–18 мкм.